# Сельцо-Кольцово
Сельцо-Кольцово (рос. Сельцо-Кольцово) — присілок в Мосальському районі Калузької області Російської Федерації.
Населення становить 49 осіб. Входить до складу муніципального утворення Присілок Савино.

## Історія
Від 2004 року входить до складу муніципального утворення Присілок Савино.

## Населення
| 2002 | 2010 |
| ---- | ---- |
| 65   | ↘49  |